# 三节桥

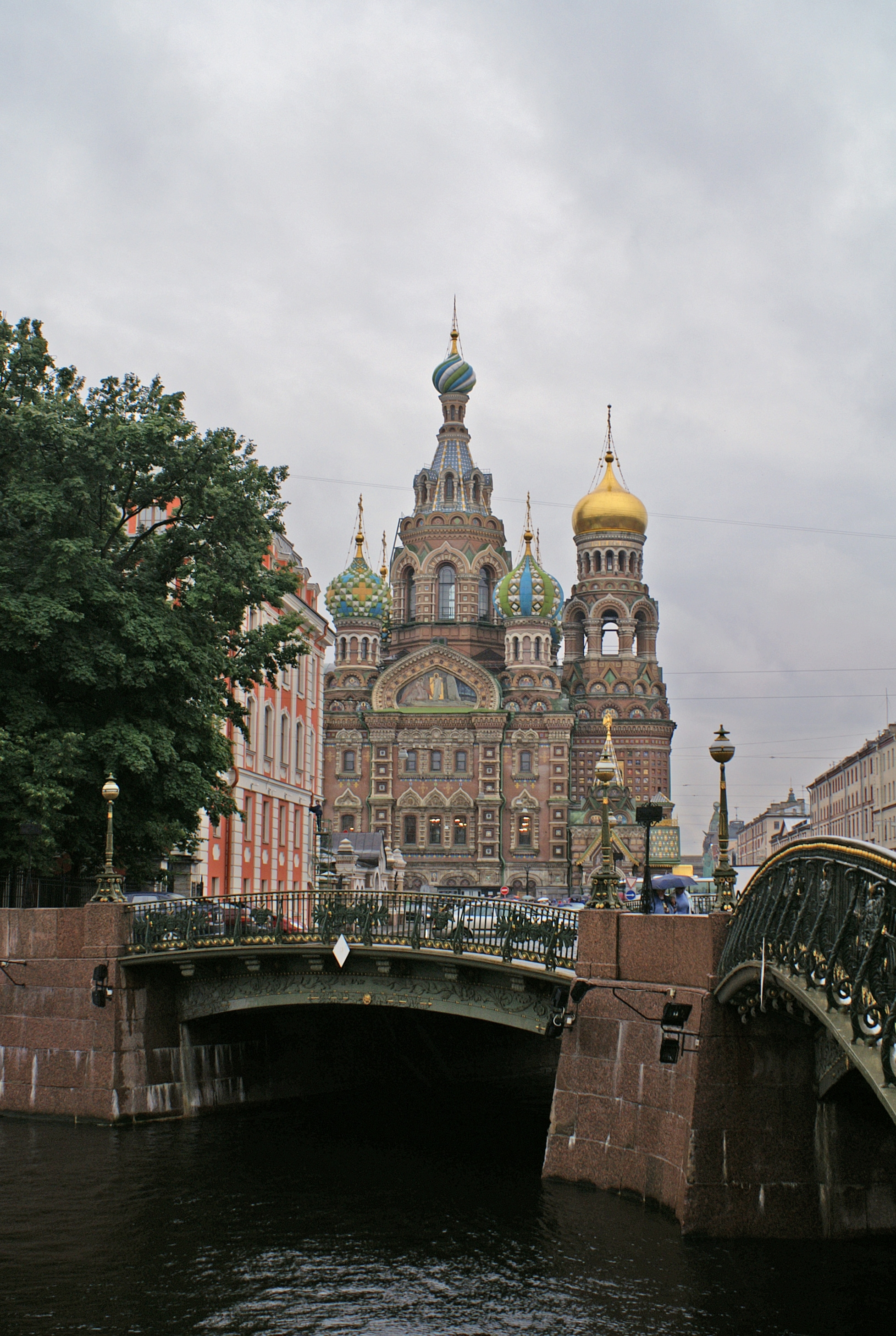
三节桥是拍摄基督喋血大教堂的好地点

三节桥（羅馬化：Troynoy most）是俄羅斯圣彼得堡的一组桥梁，包括格里博耶多夫运河上15米长的剧院桥（ ）和莫伊卡河上18米长的小马厩桥（Мало-Конюшенный），Lipkin 桥有时也包括在内。它们的设计及装饰都很相似，位于基督喋血大教堂前。
三节桥最初为木桥，建于安娜·伊凡诺芙娜·罗曼诺娃女皇时期。一个世纪以后，建筑师卡罗·罗西重新设计了统一的新古典主义外观，包括灯柱和铁制围栏（矛和 蛇发女妖装饰）。